# Aibga (làng)
Aibga (tiếng Gruzia: აიბღა /aibɣa/; tiếng Abkhaz: А́ибӷа; tiếng Nga: Аибга) là một ngôi làng nằm giữa biên giới của Abkhazia/Gruzia và Nga.

## Địa lý
Ngôi làng nằm hai bên bờ sông Psou, ở độ cao 840 mét so với mực nước biển. Biên giới giữa hai quốc gia chia ngôi làng thành hai phần.

## Dân số
Theo nghị sĩ quốc hội Abkhazia Valery Kvarchia "vào mùa hè, ngôi làng có 26 người sinh sống, nhưng vào mùa đông chỉ còn ít, chỉ còn những người can đảm và mạnh mẽ nhất".